# Regierung Kampmann I
Die Regierung Kampmann I unter dem sozialdemokratischen Ministerpräsidenten Viggo Kampmann war vom 21. Februar 1960 bis zum 18. November 1960 die dänische Regierung. Amtierender König war Friedrich IX. Kampmanns Vorgänger H. C. Hansen und Hans Hedtoft waren beide im Amt gestorben.
Die Regierung Kampmann I war die 49. dänische Regierung seit der Märzrevolution und bestand aus der Socialdemokraterne, Det Radikale Venstre und Danmarks Retsforbund, weshalb sie als „Dreiecks-Regierung“ bezeichnet wird. Am 31. März 1960 gab es eine größere Kabinettsumstellung.

## Kabinettsliste
| Ressort                                  | Name             | Partei               | Amtsperiode           |
| ---------------------------------------- | ---------------- | -------------------- | --------------------- |
| Ministerpräsident                        | Viggo Kampmann   | Socialdemokraterne   |                       |
| Äußeres                                  | Jens Otto Krag   | Socialdemokraterne   |                       |
| Finanzen                                 | Viggo Kampmann   | Socialdemokraterne   | bis zum 31. März 1960 |
| Finanzen                                 | Kjeld Philip     | Det Radikale Venstre | ab dem 31. März 1960  |
| Verteidigung                             | Poul Hansen      | Socialdemokraterne   |                       |
| Inneres                                  | Søren Olesen     | Danmarks Retsforbund |                       |
| Justiz                                   | Hans Hækkerup    | Socialdemokraterne   |                       |
| Bildung                                  | Jørgen Jørgensen | Det Radikale Venstre |                       |
| Industrie, Handel, Handwerk und Seefahrt | Kjeld Philip     | Det Radikale Venstre | bis zum 31. März 1960 |
| Industrie, Handel, Handwerk und Seefahrt | Lars P. Jensen   | Socialdemokraterne   | ab dem 31. März 1960  |
| Soziales                                 | Julius Bomholt   | Socialdemokraterne   |                       |
| Kirche                                   | Bodil Koch       | Socialdemokraterne   |                       |
| Wirtschaft und nordische Zusammenarbeit  | Bertel Dahlgaard | Det Radikale Venstre |                       |
| Arbeit                                   | Kaj Bundvad      | Socialdemokraterne   |                       |
| Wohnungen                                | Kaj Bundvad      | Socialdemokraterne   | bis zum 31. März 1960 |
| Wohnungen                                | Carl P. Jensen   | Socialdemokraterne   | ab dem 31. März 1960  |
| öffentliche Arbeiten und Grönland        | Kai Lindberg     | Socialdemokraterne   |                       |
| Landwirtschaft                           | Karl Skytte      | Det Radikale Venstre |                       |
| Fischerei                                | Oluf Pedersen    | Danmarks Retsforbund |                       |

## Quelle
- Statsministeriet: Regeringen Viggo Kampmann I